# Övre Flyet
Övre Flyet är en sjö i Älvdalens kommun i Dalarna och ingår i Dalälvens huvudavrinningsområde.